# Máximo Gómez
Máximo Gómez y Báez (Baní, 18 novembre 1836 – L'Avana, 17 giugno 1905) è stato un generale e politico dominicano.

## Biografia
Nel 1868 si aggregò alle truppe rivoluzionarie di Céspedes e nel 1870 ottenne il comando del distretto di Cuba.
Nominato nel 1876 segretario alla guerra, dopo il trattato di armistizio con la Spagna si ritirò in Giamaica. Emigrato negli USA nel 1885, sbarcò nuovamente a Cuba nel 1895  e combatté col grado di generalissimo.